# Oskar Morgenstern
Oskar Morgenstern (Görlitz, 24 gennaio 1902 – Princeton, 26 luglio 1977) è stato un economista austriaco, cofondatore insieme a John von Neumann della teoria dei giochi.

## Vita
Dopo gli studi a Vienna divenne direttore dell'istituto austriaco di ricerca sulla congiuntura economica e professore ordinario a Vienna. Nel 1938 emigrò negli Stati Uniti dove divenne professore alla Princeton University e direttore del programma di ricerca in economia.
Con il suo libro pubblicato nel 1944 The Theory of Games and Economic Behavior Oskar Morgenstern e John von Neumann fondarono la teoria dei giochi.
Nel 1963 Morgenstern insieme a Paul Lazarsfeld fondò l'Institut für Höhere Studien (IHS) Istituto per studi superiori a Vienna, che guidò fino al 1970. In seguito fece ritorno negli USA.
Fu amico e confidente di Kurt Gödel.

## Pubblicazioni (Silloge)
- 1928 "Wirtschaftsprognose: Eine Untersuchung ihrer Voraussetzungen und Möglichkeiten"
- 1934 "Die Grenzen der Wirtschaftspolitik"
- 1935 "The Time Moment in Value Theory"
- 1935 "Perfect Foresight and Economic Equilibrium"
- 1936 "Logistics and the Social Science"
- 1944 "Theory of Games and Economic Behavior", con John von Neumann
- 1948 "Demand Theory Reconsidered"
- 1949 "Economics and the Theory of Games", Kyklos, 3, 289-384, 1949.
- 1950 "On the Accuracy of Economic Observations"
- 1951 "Prolegomena to a Theory of Organization"
- 1954 "Experiment and Large-Scale Computation in Economics", Economic Activity Analysis
- 1956 "Generalization of the von Neumann Model of an Expanding Economy", con J.G. Kemey e G.L. Thompson, (Econometrica)
- 1959 "The Question of National Defense"
- 1970 "Predictability of Stock Market Prices", con C.W.J. Granger
- 1972 "Thirteen Critical Points in Contemporary Economic Theory"
- 1972 "Descriptive, Predictive and Normative Theory" (Kyklos)
- 1976 "Collaborating with von Neumann"
- 1976 "Mathematical Theories of Expanding and Contracting Economies", con G.L. Thompson
- 1979 "Some Reflections on Utility", in The Expected Utility Hypothesis and the Allais Paradox, (curatori M. Allais e O. Hagen), D. Reidel, Dordrecht.